# Essai balistique nord-coréen de 1993
L'essai balistique nord-coréen de 1993 s'est déroulé du 29 mai au 30 mai 1993 en mer du Japon.

## Déroulement
La Corée du Nord a tiré un missile Rodong-1 dans la mer du Japon à partir de la ville portuaire de Wonsan (province de Kangwon). La cible du missile était de détruire une bouée au préalable déposée dans la mer. Le gouvernement nord-coréen affirma avoir testé ce missile afin de les échanger contre du pétrole avec l'Iran, puis réaffirma ensuite son attachement au traité de non-prolifération nucléaire (TNP).

## Réactions internationales
Si cet essai balistique ne fut pas condamné en grande partie par la communauté internationale, il provoque une certaine inquiétude au Japon, sa partie ouest étant vulnérable (le missile Rodong-1 ayant une portée moyenne d'environ 1 000 km).